# إيكهارد مانيشيف
إيكهارد مانيشيف (مواليد 30 أغسطس 1943) هو مبارز بالسيف ألماني شرقي، مثّل بلاده في الألعاب الأولمبية الصيفية 1972.

## روابط خارجية
إيكهارد مانيشيف على موقع أوليمبيديا (الإنجليزية)